# NGC 1079
NGC 1079 è una galassia a spirale intermedia situata nella costellazione della Fornace, a una distanza di circa 61 milioni di anni luce dalla nostra Via Lattea.

## Scoperta
La galassia è stata scoperta il 14 novembre 1835 dall'astronomo britannico John Herschel.

## Descrizione
NGC 1079 presenta una larga riga a 21 cm dell'idrogeno neutro.
Data la sua luminosità superficiale pari a 14,58, NGC 1079 può essere classificata come una galassia a bassa luminosità superficiale (nella letteratura in lingua inglese abbreviata in LSB, acronimo di Low Surface Brightness). Le galassie LSB sono galassie di tipo diffuso (D) con una luminosità superficiale inferiore di almeno una magnitudine a quella del cielo notturno circostante.
NGC 1079 è stata utilizzata da Gérard de Vaucouleurs come esempio di galassia di tipo morfologico (R_1R'_2)SAB(r'l)a nel suo atlante delle galassie.
Secondo questa classificazione, la galassia è dotata di un anello.

## Struttura ad anello e formazione stellare
La struttura ad anello di NGC 1079 è stata identificata nel 1996 studiando le immagini nel visibile e nell'ultravioletto trasmesse dal Telescopio spaziale Hubble. Studi successivi hanno mostrato che quasi tutta l'attività di formazione stellare avviene all'interno dell'anello.

## Gruppo di NGC 1097
NGC 1079 fa parte di un gruppo di galassie che comprende almeno cinque membri, il Gruppo di NGC 1097. Oltre a NGC 1079 e NGC 1097, le altre tre galassie del gruppo sono IC 1826, NGC 1097A (PGC 10479) e ESO 416-32 (designata anche come NGC 1097B).
Anche il sito "Un Atlas de l'Univers" menziona l'esistenza di questo gruppo, ma vi include solamente NGC 1079, NGC 1097 e IC 1826.